# Шах Абдул Латіф
Шах Абдул Латіф Бхіттай (*18 листопада 1689 —1 січня 1752) — індійський поет, музѝка, один з визначних середньовічних авторів віршів мовою сіндхі.

## Життєпис
Походив з літературної родини Саїдів. Народився у селі, неподалік від м. Хала. Отримав класичну освіту для мусульманина: знав Коран, хадіси, володів перською та арабською мовою. Дитинство провів у м. Котрі. Під впливом діда, відомого поета Шаха Абдул Каріма почав складати перші вірші. В поезії також був учнем поета Нур Мухаммада Бхаті.
Ставши самостійним багато подорожував областю Сінд, що тоді входив до держави Великих Моголів. Латіф все більше цікавився релігійними питаннями, вдосконалення людини, збереження його духовності. У 1713 році одружується на представниці впливового роду Сінду. З часом мире життя все більше порушується війна. вторгненням загарбників до послабленої імперії (у 1730-х роках Надер Шаха, у 1740-х Ахмед-шаха Абдалі). В цих обставинах Шах Абдул вирішив віддалитися від громадського життя, обравши для поселення віддалене місце. Сюди він перевозить родину та учнів. Міцина отримала назву Бхіт (після смерті поета стала зватися Бхіт Шах). Тут він створював свої поеми, займався бесідами та диспутами з учнями. Помер Шах Абдул латіф у Бхіті 1 січня 1752 року.

## Творчість
Перевагу Абдул Латіф віддавав маснаві суфійського поета XIII ст. Румі і віршам свого діда Шах Каріма. Латіф не записував віршів, подібно до більшості середньовічних поетів, він співав їх, часто звертаючись до традиційних індуських мелодій, або складав музику сам. Його вірші, що склали згодом знамениту «Рисало» («Книгу послань»), були записані після смерті поета, а систематизовані по темах і циклам в наш час. Їх систематизація довільна, як і авторство окремих фрагментів, оскільки Латіф часто співав вірші свого діда як свої. «Рисало» звернена до Бога, єдиному, всемогутньому, «цілителю всіх бід» і «лікарю всіх ран». Постійний емоційний наголос Латіф робить на єдинобожжі, неподільності «Всюдисущого». Це становить центральну і головну думку всього твору, реалізовану в яскравих, незвичайних образах.
Суфійська філософія і символіка складають основу поезії Латіфа, яка являє собою своєрідну пісню пристрасної, містично піднесеної любові до єдиного «Коханого» (прагнення душі до абсолюту). Поет підкреслює нікчемність людини в порівнянні з величчю і повнотою божества. Любов для нього лише засіб наблизитися до сяйва Вічної Краси, але не злитися з нею, як часто мріяли про це індуські бгакті. «Рису» Латіфа сприймається в Сінді не просто як літературний твір, а майже як одкровення.
Вищою межею любові Латіф вважає смерть в ім'я Всевишнього, але смерть не миттєву, а болісно довгу, бо тільки в мить передсмертного муки відчувається фізичний перехід в лоно божества, а це єдине, що дано відчути земній людині, оскільки, «що і як за порогом», людям не відомо. Звідси — оспівування своєрідного «хресного шляху» і «хресних мук» в ім'я любові, але не до людства, а до Бога, образи ешафота, шибениці, смертних мук, петлі, міцніше якої обійняти шию не може жоден коханець.
Цікавини також є поетичні варіації на теми народних балад про нещасливих закоханих — «Сасуї і Пунхун», «Сухіні й Мехар», «Момул і Рано», «Ліла і Чанесар», «Марун і Умар», відомі в народі задовго до приходу мусульман. Усі сюжети, до яких звертався Латіф, трагічні. Закохані розлучаються і гинуть або від туги та горя, або від підступів злих заздрісників.
У своїх баладах Латіф зосереджує увагу на трагічних ситуаціях, на душевному стані героїні в критичний момент її життя. Його варіації на ці сюжети, як правило, являють собою жіночі плачі або бесіди героїні (зазвичай героїні, а не героя) з поетом. Латіф ніколи не говорить про щасливі дні і не розповідає історію закоханих — в Сінді кожен знає їх з дитинства. У всіх поемах звучить своєрідне повчання, в якому поєдналися індуїстський універсалізм в дусі Веданти (з'єднання у смерті як прагнення до світової гармонії) і суфійський мотив нерозділеного кохання, прагнення душі до Вічного Коханого, розрадника у безрадісності посюсторонього.